# Elgeyo (peuple)
Pour les articles homonymes, voir Elgeyo.
Les Elgeyo sont une population d'Afrique de l'Est vivant au Kenya. Ils font partie du groupe kalenjin.

## Ethnonymie
Selon les sources et le contexte, on observe quelques variantes : Elgeyos, Keiyo, Keiyu, Keyo, Keyyo.
Ils s'auto-désignent par le nom de kéyaːt ou kéyêːk, au singulier, kéyo ou kéyaː

## Langue
Leur langue est l'elgeyo, une langue kalenjin dont le nombre de locuteurs était d'environ 314 000 lors du recensement de 2009.